# セイントリアム
セイントリアム（Saint Liam）はアメリカの競走馬、種牡馬。主な勝ち鞍に2005年のブリーダーズカップ・クラシック、ドンハンデキャップ、スティーブンフォスターハンデキャップ、ウッドワードステークスほか。2005年のエクリプス賞年度代表馬および最優秀古牡馬に選出された。

## 戦績
- 特記事項なき場合、本節の出典はEQIBASE[1]

2003年2月23日、ガルフストリームパーク競馬場でのメイドン競走でデビューし、2着。2走目で勝ち上がるとアーカンソーダービーに向かい、7着に終わる。アローワンス競走を2着、1着としてリステッド競走のアイオワダービー2着を経てアメリカ競馬名誉の殿堂博物館ハンデキャップ10着、続くアローワンス競走も6着と振るわなかったが、12月アケダクト競馬場でのアローワンス競走で3勝目、年明けて2004年初戦のオプショナルクレーミング競走も勝ってG2競走ニューオリンズハンデキャップでピースルールズの2着に入り、オークローンハンデキャップでもピースルールズの3着とした。秋に入ってウッドワードステークスではゴーストザッパーとクビ差の接戦で2着としたあと、11月のクラークハンデキャップで初めて重賞に勝利した。
5歳を迎えた2005年、初戦のドンハンデキャップでロージズインメイを3馬身4分の3差下しG1初制覇。西海岸に遠征してサンタアニタハンデキャップに出走も6着に終わり、その後リチャード・デュトローJr調教師の違反薬物使用による60日間の調教停止の影響で一時的にボビー・フランケル厩舎所属となり、フランケル厩舎所属としてスティーブンフォスターハンデキャップを勝ってG1競走2勝目を挙げた。7月に入り、2005年で引退して種牡馬入りすることが報じられる。デュトロー厩舎に戻った後に出走のホイットニーハンデキャップではコメンテーターにクビ差届かない2着に終わったが、前年2着のウッドワードステークスをものにしてブリーダーズカップ・クラシックに出走し、レースでは4番手から抜け出して2着フラワーアレイに1馬身差をつけ、1番人気見当に応えて勝利。このレースを最後に、予定通りに引退した。2005年度のエクリプス賞の選考では、プリークネスステークスとベルモントステークスの二冠を制したアフリートアレックスと年度代表馬の座を争うも、アフリートアレックスが56票にとどまったのに対して194票を集めて年度代表馬に選ばれ、同時に最優秀古牡馬にも選ばれた。
また、一連の活躍により、デビュー前の2002年に他界した父セイントバラードは、2005年の北米リーディングサイアーに輝いた。

## 競走成績
以下の内容は、EQIBASEの情報および記載法に基づく。
| 出走日         | 競馬場                 | 競走名                         | 格 | 距離   | 頭数 | 枠番 (PP) | 馬番 (Pgm) | 着順 | 騎手        | 斤量（lb月/kg換算） | タイム  | 着差/タイム差 | 勝ち馬/（2着）馬     |
| -------------- | ---------------------- | ------------------------------ | -- | ------ | ---- | --------- | ---------- | ---- | ----------- | ------------------- | ------- | ------------- | -------------------- |
| 2003年02月23日 | ガルフストリームパーク | メイドン                       |    | ダ7f   | 11   | 5         | 5          | 2着  | P. デイ     | 122/55.5            |         | （7馬身1/2）  | Bishop Court Hill    |
| 2003年03月28日 | ガルフストリームパーク | メイドン                       |    | ダ8.5f | 9    | 5         | 5          | 1着  | J. サントス | 122/55.5            | 1:45.68 | アタマ        | （Best Minister）    |
| 2003年04月12日 | オークローンパーク     | アーカンソーダービー           | G2 | ダ9f   | 12   | 11        | 11         | 7着  | J. コート   | 118/53.5            |         | （14馬身3/4） | Sir Cherokee         |
| 2003年05月25日 | チャーチルダウンズ     | アローワンス                   |    | ダ8.5f | 6    | 1         | 1          | 2着  | P. デイ     | 122/55.5            |         | （2馬身3/4）  | Wild and Wicked      |
| 2003年06月08日 | チャーチルダウンズ     | アローワンス                   |    | ダ8.5f | 6    | 3         | 3          | 1着  | P. デイ     | 112/51              | 1:42.88 | 9馬身1/4      | （Traditional）      |
| 2003年07月05日 | プレーリーメドウズ     | アイオワダービー               | L  | ダ8.5f | 6    | 5         | 5          | 2着  | C. ペレ     | 117/53              |         | （2馬身3/4）  | Excessivepleasure    |
| 2003年08月04日 | サラトガ               | アメリカ競馬名誉の殿堂博物館H  | G2 | 芝9f   | 11   | 10        | 9          | 10着 | P. デイ     | 115/52              |         | 12馬身1/4     | Stroll               |
| 2003年08月24日 | サラトガ               | アローワンス                   |    | ダ9f   | 9    | 8         | 8          | 6着  | P. デイ     | 115/52              |         | （7馬身3/4）  | Inamorato            |
| 2003年12月12日 | アケダクト             | アローワンス                   |    | ダ8.5f | 9    | 4         | 4          | 1着  | M. ルッチ   | 117/53              | 1:43.66 | 4馬身         | （Paris Sunrise）    |
| 2004年01月18日 | ガルフストリームパーク | オプショナルクレーミング       |    | ダ8.5f | 8    | 6         | 7          | 1着  | E. プラード | 122/55.5            | 1:43.18 | 4馬身         | （The Lady's Groom） |
| 2004年02月29日 | フェアグラウンズ       | ニューオーリンズH              | G2 | ダ9f   | 8    | 4         | 4          | 2着  | E. プラード | 114/51.5            |         | （アタマ）    | Peace Rules          |
| 2004年04月03日 | オークローンパーク     | オークローンH                  | G2 | ダ9f   | 6    | 2         | 2          | 3着  | E. プラード | 114/51.5            |         | （2馬身1/4）  | Peace Rules          |
| 2004年09月11日 | ベルモントパーク       | ウッドワードS                  | G1 | ダ9f   | 7    | 1         | 2          | 2着  | E. プラード | 126/57              |         | （1馬身）     | Ghostzapper          |
| 2004年11月26日 | チャーチルダウンズ     | クラークH                      | G2 | ダ9f   | 9    | 2         | 2          | 1着  | E. プラード | 117/53              | 1:50.81 | 1馬身1/4      | （Seek Gold）        |
| 2005年02月05日 | ガルフストリームパーク | ドンハンデキャップ             | G1 | ダ9f   | 6    | 6         | 5          | 1着  | E. プラード | 119/54              | 1:48.43 | 3馬身3/4      | （Roses in May）     |
| 2005年03月05日 | サンタアニタ           | サンタアニタH                  | G1 | ダ10f  | 11   | 11        | 11         | 6着  | E. プラード | 122/55.5            |         | （4馬身）     | Rock Hard Ten        |
| 2005年06月18日 | チャーチルダウンズ     | スティーブンフォスターH        | G1 | ダ9f   | 8    | 3         | 3          | 1着  | E. プラード | 121/55              | 1:47.52 | 2馬身3/4      | （Eurosilver）       |
| 2005年08月06日 | サラトガ               | ホイットニーH                  | G1 | ダ9f   | 8    | 2         | 2          | 2着  | E. プラード | 122/55.5            |         | （クビ）      | Commentator          |
| 2005年09月10日 | ベルモントパーク       | ウッドワードS                  | G1 | ダ9f   | 5    | 2         | 4          | 1着  | J. ベイリー | 126/57              | 1:49.07 | 2馬身         | （Sir Shackleton）   |
| 2005年10月29日 | ベルモントパーク       | ブリーダーズカップ・クラシック | G1 | ダ10f  | 13   | 12        | 13         | 1着  | J. ベイリー | 126/57              | 2;01.49 | 1馬身         | （Flower Alley）     |

## 引退後
引退後はレーンズエンドファームで種牡馬入りし、初年度から115頭の牝馬を集めて順調な種牡馬生活をスタートさせたかに思われた矢先の2006年8月22日、移動中の事故により左後脛骨を粉砕骨折し、搬送された病院で検査されたものの、回復不可能と判断され安楽死処分の措置が取られた。唯一の世代となる初年度産駒は2009年にデビューし、同年のレムゼンステークス（アメリカG2）をバディーズセイントが優勝したほか、2011年のアップルブロッサムハンデキャップをハバディグレイスが制して産駒G1初制覇。ハバディグレイスはこの年G1を3勝してエクリプス賞年度代表馬に選出された。

### 代表産駒
- Havre de Grace（アップルブロッサムハンデキャップ、ウッドワードステークス、ベルデイムステークス）[16]

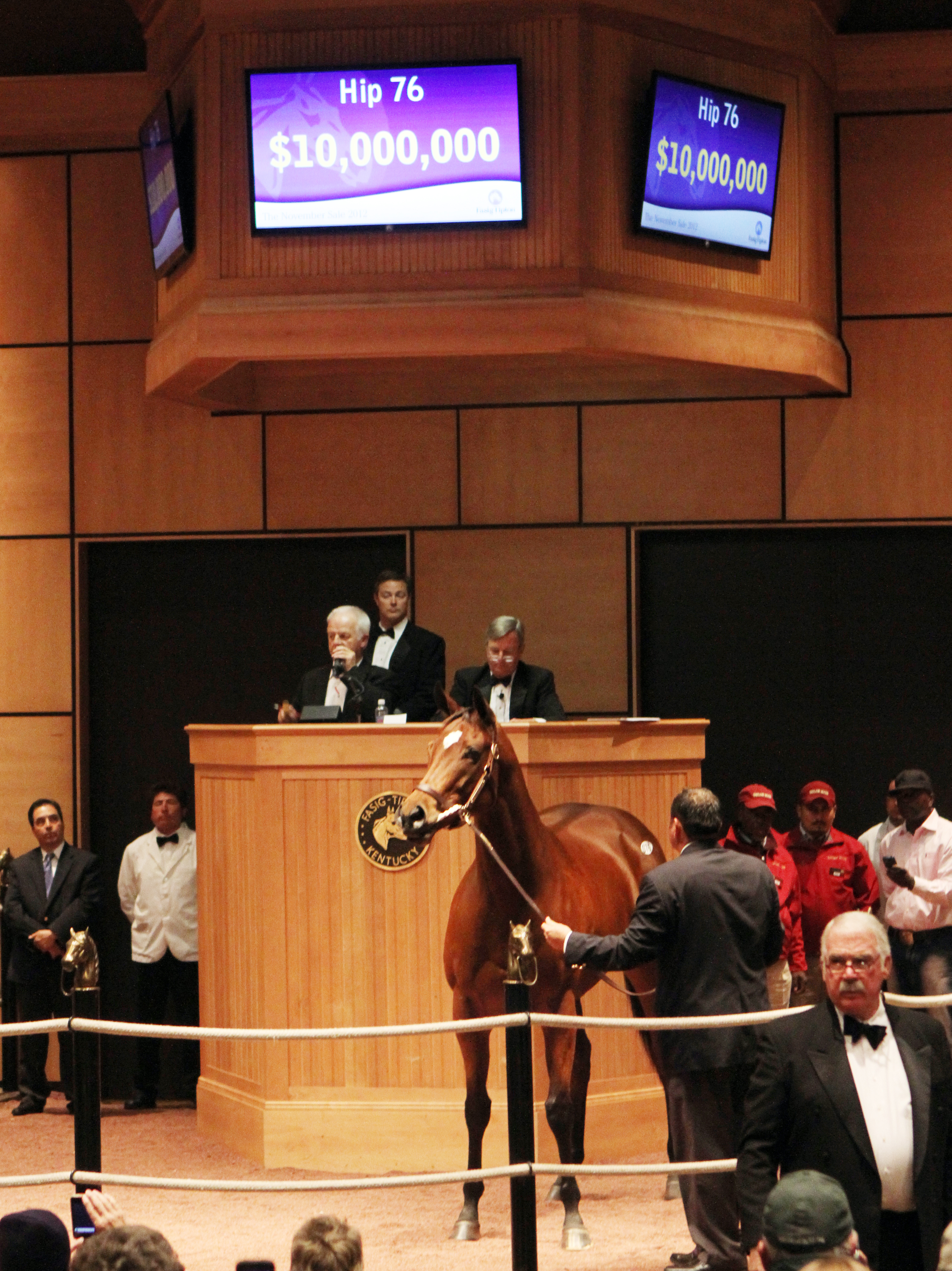
ハバディグレイス（2012年撮影）

## 血統表
| セイントリアムの血統         | セイントリアムの血統                                                 | セイントリアムの血統                                                 | （血統表の出典）                                                     | （血統表の出典） |
| 父系                         | ヘイロー系                                                           | ヘイロー系                                                           | ヘイロー系                                                           | [ § 2 ]          |
| 父 Saint Ballado 1989 黒鹿毛 | 父の父Halo 1969 黒鹿毛                                               | Hail to Rason                                                        | Turn-to                                                              | Turn-to          |
| 父 Saint Ballado 1989 黒鹿毛 | 父の父Halo 1969 黒鹿毛                                               | Hail to Rason                                                        | Nothirdchance                                                        |                  |
| 父 Saint Ballado 1989 黒鹿毛 | 父の父Halo 1969 黒鹿毛                                               | Cosmah                                                               | Cosmic Bomb                                                          | Cosmic Bomb      |
| 父 Saint Ballado 1989 黒鹿毛 | 父の父Halo 1969 黒鹿毛                                               | Cosmah                                                               | Almahmoud                                                            |                  |
| 父 Saint Ballado 1989 黒鹿毛 | 父の母Ballade 1972 黒鹿毛                                            | Herbager                                                             | Vandale                                                              | Vandale          |
| 父 Saint Ballado 1989 黒鹿毛 | 父の母Ballade 1972 黒鹿毛                                            | Herbager                                                             | Flagette                                                             |                  |
| 父 Saint Ballado 1989 黒鹿毛 | 父の母Ballade 1972 黒鹿毛                                            | Miss Swapsco                                                         | Cohoes                                                               | Cohoes           |
| 父 Saint Ballado 1989 黒鹿毛 | 父の母Ballade 1972 黒鹿毛                                            | Miss Swapsco                                                         | Soaring                                                              |                  |
| 母 Quiet Dance 1993 芦毛     | 母の父Quiet American 1986 鹿毛                                       | Fappiano                                                             | Mr. Prospector                                                       | Mr. Prospector   |
| 母 Quiet Dance 1993 芦毛     | 母の父Quiet American 1986 鹿毛                                       | Fappiano                                                             | Killaloe                                                             |                  |
| 母 Quiet Dance 1993 芦毛     | 母の父Quiet American 1986 鹿毛                                       | Demure                                                               | Dr. Fager                                                            | Dr. Fager        |
| 母 Quiet Dance 1993 芦毛     | 母の父Quiet American 1986 鹿毛                                       | Demure                                                               | Quiet Charm                                                          |                  |
| 母 Quiet Dance 1993 芦毛     | 母の母Misty Dancer 1988 芦毛                                         | Lyphard                                                              | Northern Dancer                                                      | Northern Dancer  |
| 母 Quiet Dance 1993 芦毛     | 母の母Misty Dancer 1988 芦毛                                         | Lyphard                                                              | Goofed                                                               |                  |
| 母 Quiet Dance 1993 芦毛     | 母の母Misty Dancer 1988 芦毛                                         | Flight Dancer                                                        | Misty Flight                                                         | Misty Flight     |
| 母 Quiet Dance 1993 芦毛     | 母の母Misty Dancer 1988 芦毛                                         | Flight Dancer                                                        | Courbette                                                            |                  |
| 母系(F-No.)                  | (FN:17-b)                                                            | (FN:17-b)                                                            | (FN:17-b)                                                            | [ § 3 ]          |
| 5代内の近親交配              | Dr. Fager 5 × 4 = 9.38% Mahmoud 5 × 5 = 6.25% Nearctic 5 × 5 = 6.25% | Dr. Fager 5 × 4 = 9.38% Mahmoud 5 × 5 = 6.25% Nearctic 5 × 5 = 6.25% | Dr. Fager 5 × 4 = 9.38% Mahmoud 5 × 5 = 6.25% Nearctic 5 × 5 = 6.25% | [ § 4 ]          |
| 出典                         | 1. 2. 3. 4.                                                          | 1. 2. 3. 4.                                                          | 1. 2. 3. 4.                                                          | 1. 2. 3. 4.      |